# Front Jove Obrer
El Front Jove Obrer (Frente Joven Obrero) va ser una associació juvenil nacional revolucionària de tall ultradretà formada per joves que provenien del Baix Llobregat i actuava principalment a Catalunya. Era considerada com a la delegació catalana de l'Alianza Nacional. L'associació es va crear durant l'any 2004. Al desembre de 2006 es va dissoldre de manera oficial. Tot i la dissolució, el febrer de 2007 van ser detinguts set membres sota els càrrecs d'associació il·lícita i tinença d'armes, el 2008 van ser absolts pel càrrec de tinença d'armes.
Al juliol de 2013 es va celebrar el judici, van ser condemnats tres membres a penes de dos anys i mig de presó pel càrrec d'associació il·lícita i quatre van ser absolts per prescripció dels fets. La sentència va ser qualificada com a desproporcionada i totalment polititzada per l'entorn dels acusats, a l'hora neguen qualsevol tipus de vinculació amb Aliança Nacional.